# On fait l'amour
Singles de Ysa Ferrer
To bi or not to bi
(2008) Sens interdit
(2009)
Pistes de Imaginaire pur
Made in Japan Capsule hôtel
On fait l'amour est le troisième single extrait de l'album Imaginaire pur de la chanteuse Ysa Ferrer. Il sample le single de 1981 La serenissima du groupe Rondò Veneziano.

## Formats et liste des pistes
CD single / Single digital
1. On fait l'amour (Radio Edit) - 3:24
2. On fait l'amour (CK Disco Remix) - 3:07
3. On fait l'amour (Instrumental) - 3:28

CD single / Single digital (2e édition)
1. On fait l'amour (Radio Edit) - 3:24
2. On fait l'amour (Fortune Tailors Vision Mix) - 4:20
3. On fait l'amour (Cassandre Acoustic Version) - 3:28

Single digital
1. We make love (Radio edit) - 3:22

CD Maxi
1. On fait l'amour (Extended Version) - 4:52
2. On fait l'amour (DJ Ram & SD Mix) - 5:21
3. On fait l'amour (Galactic Remix) - 3:32
4. On fait l'amour (Desperate Lovers Remix) - 4:31
5. On fait l'amour (Enzo Ginosa & Alan Palmieri Remix) - 5:41
6. On fait l'amour (Imperfect World Mix by Cassandre) - 3:54

33 Tours
- Face A :

1. On fait l'amour (Extended Version) - 4:52
2. We Make Love (Radio Edit) - 3:23

- Face B :

1. On fait l'amour (DJ Ram & SD Mix) - 5:21
2. On fait l'amour (a cappella) - 3:13

## Classement des ventes
| Pays             | Meilleure position |
| ---------------- | ------------------ |
| France           | 38                 |
| Russie (airplay) | 141                |